# Superliga de Turquía 2025-26
La Superliga de Turquía 2025-26 (también conocida como Trendyol Süper Lig por razones de patrocinio) es la 68.ª edición de la máxima competición profesional de fútbol en Turquía. El torneo comenzó el 9 de agosto de 2025 y finalizará en 2026.
Un total de 18 equipos participan en la competición, incluyendo 15 equipos de la temporada anterior y 3 provenientes de la Trendyol 1. Lig 2024-25.
El Galatasaray es el campeón defensor.

## Sistema de competición
La competición consta de un grupo único integrado por dieciocho clubes de toda la geografía Turquía. Siguiendo un sistema de liga, los dieciocho equipos se enfrentan todos contra todos en dos ocasiones, una en campo propio y otra en campo contrario, sumando un total de 34 jornadas. El orden de los encuentros se decide por sorteo antes de empezar la competición y la clasificación final se establece teniendo en cuenta los puntos obtenidos en cada enfrentamiento, a razón de tres por partido ganado, uno por empate y ninguno en caso de derrota.

### Clasificación para competiciones europeas
Los dos mejores equipos se clasificarán para la Liga de Campeones de la UEFA 2026-27. El campeón de la Copa de Turquía 2025-26 y el siguiente mejor equipo ubicado no clasificado a la Liga de Campeones de la UEFA 2026-27 clasificarán a la Liga Europa de la UEFA 2026-27. El siguiente mejor equipo ubicado y no clasificado a la Liga de Campeones de la UEFA 2026-27 y a la Liga Europa de la UEFA 2026-27 clasificará a la Liga Conferencia de la UEFA 2026-27 y los últimos tres descenderán a la Trendyol 1. Lig 2026-27.
No obstante, esta distribución se puede ver alterada si alguno de los equipos que han obtenido una plaza en alguna competición europea a través de las competiciones nacionales hubiera obtenido una plaza diferente tras la consecución de algún título europeo en la misma temporada, o hubiera obtenido dos plazas distintas en competiciones nacionales (una a través de la Liga y otra a través de la Copa), provocando así las siguientes dos excepciones:
- Excepción de la Copa de Turquía: Si un equipo obtiene una plaza para la Liga Europa de la UEFA por ganar la Copa de Turquía, pero finaliza la temporada entre los dos primeros clasificados de la Trendyol Süper Lig, la plaza obtenida en Copa pasa al tercer clasificado, siendo el equipo clasificado en quinto lugar quien acceda a la plaza de la Liga Conferencia de la UEFA.

## Relevos
Dieciocho equipos compiten en la liga: los 15 mejores equipos de la Trendyol Süper Lig 2024-25 y los 3 equipos promovidos de la Trendyol 1. Lig 2024-25.
Los equipos ascendidos son Kocaelispor, Gençlerbirliği y Fatih Karagümrük, que ascendieron tras 16, 4 y 1 temporadas de ausencia, respectivamente. Reemplazarán a Bodrum, Sivasspor, Hatayspor y Adana Demirspor, poniendo fin a sus períodos de 1, 8, 5 y 4 años en la máxima categoría, respectivamente.
| Pos. | Descendidos a Trendyol 1. Lig |
| ---- | ----------------------------- |
| 16.º | Bodrum                        |
| 17.º | Sivasspor                     |
| 18.º | Hatayspor                     |
| 19.º | Adana Demirspor               |

| Pos.  | Ascendidos de Trendyol 1. Lig |
| ----- | ----------------------------- |
| 1.º   | Kocaelispor                   |
| 2.º   | Gençlerbirliği                |
| Prom. | Fatih Karagümrük              |

## Información
| Equipo              | Ciudad     | Entrenador                  | Estadio                                 | Capacidad | Proveedor   |
| ------------------- | ---------- | --------------------------- | --------------------------------------- | --------- | ----------- |
| Alanyaspor          | Alanya     | João Pedro da Silva Pereira | Gain Park Stadium                       | 9 789     | Puma        |
| Antalyaspor         | Antalya    | Emre Belözoğlu              | Corendon Airlines Park                  | 29 307    | Adidas      |
| Beşiktaş            | Beşiktaş   | Ole Gunnar Solskjær         | Tüpraş Stadyumu                         | 42 590    | Adidas      |
| Çaykur Rizespor     | Rize       | İlhan Palut                 | Çaykur Didi Stadium                     | 15 558    | Nike        |
| Eyüpspor            | Eyüp       | Selçuk Şahin                | Recep Tayyip Erdoğan Stadium            | 13 797    | Nike        |
| Fatih Karagümrük    | Karagümrük | [[]]                        | Atatürk Olympic Stadium                 | 77 563    | Wulfz       |
| Fenerbahçe          | Estambul   | José Mourinho               | Ülker Stadium                           | 47 430    | Adidas      |
| Galatasaray         | Estambul   | Okan Buruk                  | Rams Park                               | 53 978    | Puma        |
| Gaziantep           | Gaziantep  | [[]]                        | Gaziantep Stadium                       | 33 502    | Adidas      |
| Gençlerbirliği      | Ankara     | Hüseyin Eroğlu              | Eryaman Stadium                         | 20 560    | Nike        |
| Göztepe             | Göztepe    | Stanimir Stoilov            | Gürsel Aksel Stadium                    | 19 713    | Umbro       |
| İstanbul Başakşehir | Başakşehir | Çağdaş Atan                 | Başakşehir Fatih Terim Stadium          | 17 319    | Puma        |
| Kasımpaşa           | Beyoğlu    | Burak Yılmaz                | Recep Tayyip Erdoğan Stadium            | 14 234    | Puma        |
| Kayserispor         | Kayseri    | Markus Gisdol               | RHG Enertürk Enerji Stadium             | 32 864    | Nike        |
| Kocaelispor         | İzmit      | Selçuk İnan                 | Kocaeli Stadium                         | 34 829    | Hummel      |
| Konyaspor           | Konya      | Recep Uçar                  | Konya Metropolitan Municipality Stadium | 42 000    | New Balance |
| Samsunspor          | Samsun     | Thomas Reis                 | Samsun 19 Mayıs Stadium                 | 33 919    | Hummel      |
| Trabzonspor         | Trebisonda | Fatih Tekke                 | Papara Park                             | 40 980    | Joma        |

### Cambios de entrenadores
| Equipo      | Entrenador (Jornadas) | Fecha de vacante    | Tipo de salida  | Posición en la tabla | Entrenador entrante | Fecha de nombramiento |
| ----------- | --------------------- | ------------------- | --------------- | -------------------- | ------------------- | --------------------- |
| Gaziantep   | Selçuk İnan           | 10 de mayo de 2025  | Mutuo acuerdo   | Pretemporada         | [[]]                |                       |
| Kocaelispor | İsmet Taşdemir        | 12 de mayo de 2025  | Mutuo acuerdo   | Pretemporada         | Selçuk İnan         | 3 de junio de 2025    |
| Eyüpspor    | Arda Turan            | 25 de mayo de 2025  | Fin de contrato | Pretemporada         | Selçuk Şahin        | 5 de junio de 2025    |
| Kayserispor | Sergej Jakirović      | 10 de junio de 2025 | Mutuo acuerdo   | Pretemporada         | Markus Gisdol       | 9 de junio de 2025    |

## Localización
| Región     | N.º | Equipos                                                                                        |
| ---------- | --- | ---------------------------------------------------------------------------------------------- |
| Estambul   | 7   | Beşiktaş, Eyüpspor, Fatih Karagümrük, Fenerbahçe, Galatasaray, İstanbul Başakşehir y Kasımpaşa |
| Antalya    | 2   | Alanyaspor y Antalyaspor                                                                       |
| Ankara     | 1   | Gençlerbirliği                                                                                 |
| Esmirna    | 1   | Göztepe                                                                                        |
| Gaziantep  | 1   | Gaziantep                                                                                      |
| Kayseri    | 1   | Kayserispor                                                                                    |
| Kocaeli    | 1   | Kocaelispor                                                                                    |
| Konya      | 1   | Konyaspor                                                                                      |
| Rize       | 1   | Çaykur Rizespor                                                                                |
| Samsun     | 1   | Samsunspor                                                                                     |
| Trebisonda | 1   | Trabzonspor                                                                                    |

## Clasificación

### Tabla de posiciones
| Pos. | Equipo              | Pts. | PJ | G | E | P | GF | GC | Dif. | Clasificación 2026-27                                |
| ---- | ------------------- | ---- | -- | - | - | - | -- | -- | ---- | ---------------------------------------------------- |
| 1    | Konyaspor           | 6    | 2  | 2 | 0 | 0 | 7  | 1  | +6   | Fase de liga de la Liga de Campeones                 |
| 2    | Galatasaray         | 6    | 2  | 2 | 0 | 0 | 6  | 0  | +6   | Segunda ronda clasificatoria de la Liga de Campeones |
| 3    | Antalyaspor         | 6    | 2  | 2 | 0 | 0 | 3  | 1  | +2   | Segunda ronda clasificatoria de la Liga Europa       |
| 4    | Samsunspor          | 6    | 2  | 2 | 0 | 0 | 3  | 1  | +2   | Segunda ronda clasificatoria de la Liga Conferencia  |
| 5    | Trabzonspor         | 6    | 2  | 2 | 0 | 0 | 2  | 0  | +2   |                                                      |
| 6    | Göztepe             | 4    | 2  | 1 | 1 | 0 | 3  | 0  | +3   |                                                      |
| 7    | Beşiktaş            | 3    | 1  | 1 | 0 | 0 | 2  | 1  | +1   |                                                      |
| 8    | İstanbul Başakşehir | 1    | 1  | 0 | 1 | 0 | 1  | 1  | 0    |                                                      |
| 9    | Kayserispor         | 1    | 1  | 0 | 1 | 0 | 1  | 1  | 0    |                                                      |
| 10   | Alanyaspor          | 1    | 1  | 0 | 1 | 0 | 0  | 0  | 0    |                                                      |
| 11   | Fenerbahçe          | 1    | 1  | 0 | 1 | 0 | 0  | 0  | 0    |                                                      |
| 12   | Çaykur Rizespor     | 1    | 2  | 0 | 1 | 1 | 0  | 3  | −3   |                                                      |
| 13   | Gençlerbirliği      | 0    | 2  | 0 | 0 | 2 | 1  | 3  | −2   |                                                      |
| 14   | Kasımpaşa           | 0    | 2  | 0 | 0 | 2 | 1  | 3  | −2   |                                                      |
| 15   | Kocaelispor         | 0    | 2  | 0 | 0 | 2 | 0  | 2  | −2   |                                                      |
| 16   | Fatih Karagümrük    | 0    | 1  | 0 | 0 | 1 | 0  | 3  | −3   | Descenso a la Trendyol 1. Lig                        |
| 17   | Eyüpspor            | 0    | 2  | 0 | 0 | 2 | 2  | 6  | −4   | Descenso a la Trendyol 1. Lig                        |
| 18   | Gaziantep           | 0    | 2  | 0 | 0 | 2 | 0  | 6  | −6   | Descenso a la Trendyol 1. Lig                        |

Actualizado a los partidos jugados el 18 de agosto de 2025.
 Fuente: Trendyol Süper Lig
Criterios de clasificación: Puntos · Puntos directos · Diferencia de goles directa · Goles a favor directa · Diferencia de goles · Goles a favor

## Resultados
| Local \ Visitante   | ALA | ANT | BES | CAY | EYU | FAT | FEN | GAL | GAZ | GEN | GOZ | ISB | KAS | KAY | KOC | KON | SAM | TRA |
| ------------------- | --- | --- | --- | --- | --- | --- | --- | --- | --- | --- | --- | --- | --- | --- | --- | --- | --- | --- |
| Alanyaspor          | —   |     |     | 0–0 |     |     |     |     |     |     |     |     |     |     |     |     |     |     |
| Antalyaspor         |     | —   |     |     |     |     |     |     |     |     |     |     | 2–1 |     |     |     |     |     |
| Beşiktaş            |     |     | —   |     | 2–1 |     | a   | a   |     |     |     |     |     |     |     |     |     |     |
| Çaykur Rizespor     |     |     |     | —   |     |     |     |     |     |     | 0–3 |     |     |     |     |     |     |     |
| Eyüpspor            |     |     |     |     | —   |     |     |     |     |     |     |     |     |     |     | 1–4 |     |     |
| Fatih Karagümrük    |     |     |     |     |     | —   |     |     |     |     |     | Apl |     |     |     |     |     |     |
| Fenerbahçe          | Apl |     | a   |     |     |     | —   | a   |     |     |     |     |     |     |     |     |     |     |
| Galatasaray         |     |     | a   |     |     | 3–0 | a   | —   |     |     |     |     |     |     |     |     |     |     |
| Gaziantep           |     |     |     |     |     |     |     | 0–3 | —   |     |     |     |     |     |     |     |     |     |
| Gençlerbirliği      |     | 0–1 |     |     |     |     |     |     |     | —   |     |     |     |     |     |     |     |     |
| Göztepe             |     |     |     |     |     |     | 0–0 |     |     |     | —   |     |     |     |     |     |     |     |
| İstanbul Başakşehir |     |     |     |     |     |     |     |     |     |     |     | —   |     | 1–1 |     |     |     |     |
| Kasımpaşa           |     |     |     |     |     |     |     |     |     |     |     |     | —   |     |     |     |     | 0–1 |
| Kayserispor         |     |     | Apl |     |     |     |     |     |     |     |     |     |     | —   |     |     |     |     |
| Kocaelispor         |     |     |     |     |     |     |     |     |     |     |     |     |     |     | —   |     | 0–1 |     |
| Konyaspor           |     |     |     |     |     |     |     |     | 3–0 |     |     |     |     |     |     | —   |     |     |
| Samsunspor          |     |     |     |     |     |     |     |     |     | 2–1 |     |     |     |     |     |     | —   |     |
| Trabzonspor         |     |     |     |     |     |     |     |     |     |     |     |     |     |     | 1–0 |     |     | —   |